# Garuva
Garuva is een gemeente in de Braziliaanse deelstaat Santa Catarina. De gemeente telt 14.281 inwoners (schatting 2009).

## Aangrenzende gemeenten
De gemeente grenst aan Campo Alegre, Itapoá, Joinville, São Francisco do Sul, Guaratuba (PR) en Tijucas do Sul (PR).

## Verkeer en vervoer
De plaats ligt aan de wegen BR-101 en BR-376.